# طارق نور
طارق نور رجل أعمال مصري، صاحب وكالة إعلانات طارق نور للاتصالات ومؤسس قناة القاهرة والناس. يعتبر أبرز الرواد في مجال الإعلانات في مصر.
بدأ عمله في مجال الإعلان في أوائل الثمانينيات، حيث درس إخراج الإعلانات في أمريكا ثم عاد ليأسس وكالته الإعلانية باسم (وكالة أمريكانا) والتي ساهمت كثيرًا في تطوير نظم و شكل الاعلانات بمختلف أشكالها في مصر، تغير اسمها لاحقًا إلى "وكالة طارق نور للإعلانات" وتغير مرة أخرى إلى "طارق نور للاتصالات" وأصبح لها فروع في عدة دول.

## حياته
ولد طارق نور في مركز مغاغة محافظة المنيا، درس التسويق الإعلاني في أمريكا والتحق بعد عودته من أمريكا بوكالة الأهرام للإعلان ونجح فيها وتمكن من أن يصعد بأسهمها لمدة خمسة أعوام.
أسس وكالة خاصة به وأطلق عليها اسم "وكالة أمريكانا للإعلان" ولكن بعد خلافات مع مجموعة الخرافي الكويتية أنفصل عنها وغير اسم الشركة إلى "وكالة طارق نور للإعلانات".
تحولت الوكالة في غضون سنوات إلى أشهر وكالة إعلانية في ذلك الوقت، تحولت الوكالة فيما بعد إلى مؤسسة تضم حوالي 8 شركات للدعاية والإعلان وإنتاج الأفلام والمسلسلات، واستطاعت أن تحتفظ بنصيبٍ يُقدر بحوالي 400 مليون دولار سنويا من سوق الدعاية المصرية.

## أعماله
بخلاف تأسيسه لوكالة الإعلانات أسس في عام 2012 قناة القاهرة والناس والتي أشتهرت بتقديم عدة برامج ناجحة مثل العباقرة، كذلك يساهم نور في عدة صحف أخرى مثل اليوم السابع والفجر.

## التسويق السياسي
شارك طارق نور في عدة حملات سياسية في مصر أبرزها:
- الترويج لقانون الضرائب الجديد وعمل حملة «الضرايب مصلحتك أولًا» وحققت الحملة نتائج مذهلة.
- صاحب الحملة الدعائية للسياحة في مصر «نورت مصر»
- كان المسؤول الإعلاني لحملة الفريق أحمد شفيق مقابل 2 مليون و950 ألف جنيه،[5] والتي حققت نتائج مبهرة رغم عدم نجاح الفريق أحمد شفيق في الانتخابات.